# Metawithius bulli
Metawithius bulli är en spindeldjursart som beskrevs av Sivaraman 1980. Metawithius bulli ingår i släktet Metawithius och familjen Withiidae. Inga underarter finns listade i Catalogue of Life.